# Karl Maendler
Karl Maendler ou Mändler (Munich, 22 mars 1872 - 2 août 1958) est un facteur d'instruments de musique allemand.

## Biographie
Karl Maendler était commerçant de profession mais se tourna dès 1897 vers la facture instrumentale, et épousa la fille du fabricant munichois de pianos Max Joseph Schramm. 

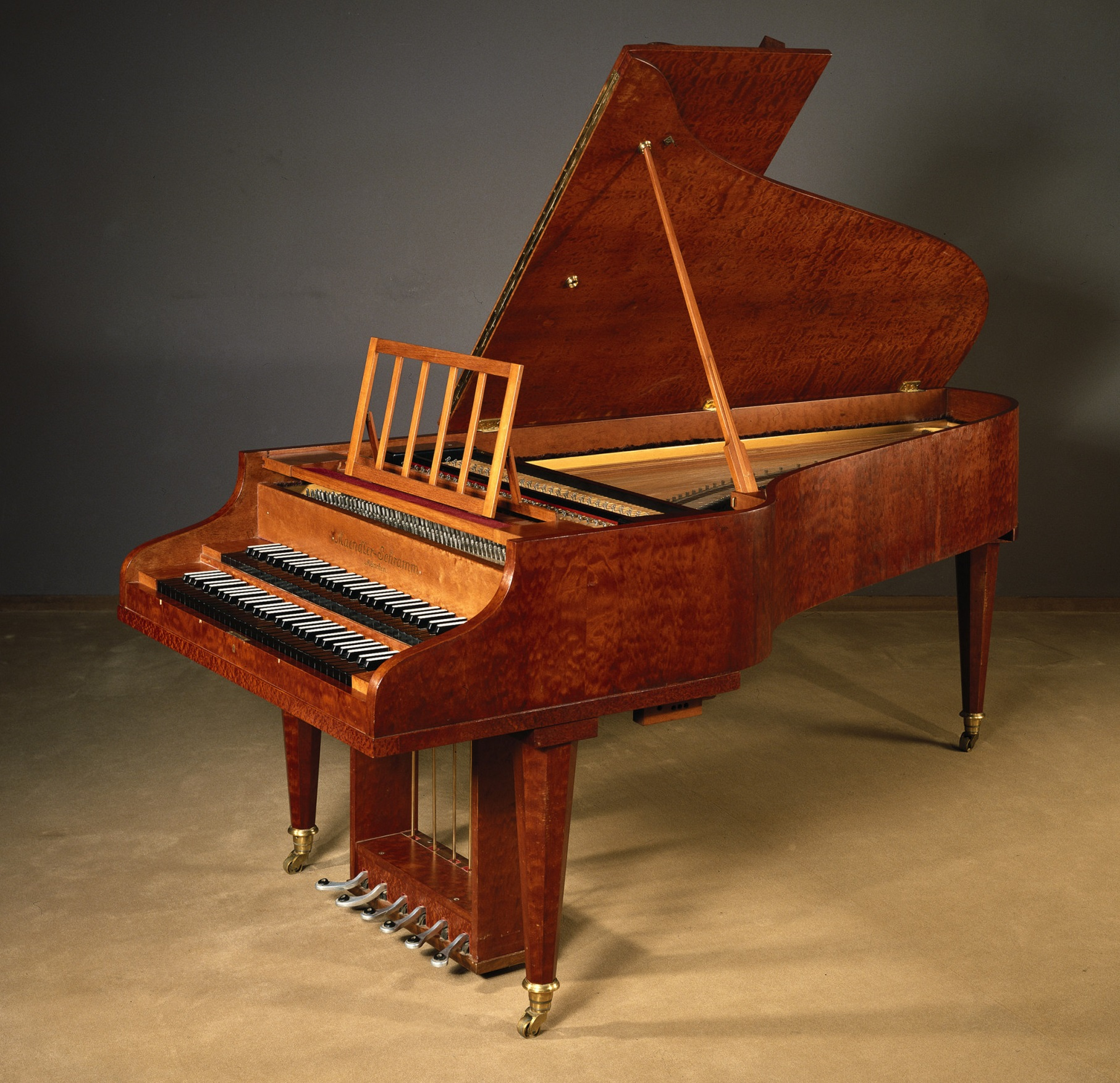
Clavecin Mändler-Schramm de 1932, Berlin, Musikinstrumentenmuseum

En 1907, il construisit un premier clavecin pour la pianiste Elfriede Schunk et, à partir de 1912, il se consacra à concevoir un Bach-Klavier, réalisé en 1923 et possédant un dispositif breveté de modulation des sons. Karl Mändler montait le mécanisme de ses clavecins dans une caisse et avec un clavier fabriqués par Schramm, les instruments étaient vendus sous la marque Mändler-Schramm. 
Il fabriqua aussi d'autres types d'instruments (Liedharfe, xylophone pour Carl Orff). Il produisit - outre les pianos - clavecins, épinettes et clavicordes jusqu'au début de la Seconde Guerre mondiale, qui le contraignit à fermer son entreprise. En 1951, il revint à Munich, put redémarrer l'entreprise et reprendre son activité à laquelle il dut cependant renoncer en 1956, ayant perdu la vue. Son successeur fut Ernst Zucker.
Comme pour nombre de facteurs de clavecins modernes, Wolfgang Zuckermann était fort critique à l'égard de ses instruments, décrivant leur maintenance comme un cauchemar pour le technicien.